# Moto Club Du-Dux
El Moto Club Du-Dux és una entitat esportiva catalana dedicada al motociclisme que fou fundada a Viladecavalls, Vallès Occidental, el 1990. Ha organitzat diverses curses de minimotos al seu circuit. Dedicat a la formació de pilots, tant d'asfalt com de fora d'asfalt, n'ha forjat de coneguts com ara Dani Pedrosa, Toni Elía, Joan Olivé, Dani Ribalta, Raül Jara i Eva Blánquez. L'entitat disposa de l'escuderia Racing Du-Dux Club. Des del 2005 és presidit per Salvador Durà Aparici.